# 沃尔特·塔瓦雷斯
沃尔特·塞繆爾·塔瓦雷斯·達維加 （葡萄牙語：Walter Samuel Tavares da Veiga，1992年3月22日—）為維德角男子籃球運動員，司職中鋒，現效力於西班牙篮球甲级联赛皇家马德里。他曾在2014年NBA選秀中以第43順位被亚特兰大老鹰選中，成為第一位被NBA選秀選中的維德角出身球員。他代表佛得角參加國際比賽，並帶領佛得角國家隊在2023年首次參加世界盃籃球賽。
塔瓦雷斯因其優異身體條件而受到讚譽，身高高達7英尺3英寸（2.21m），翼展達7英尺9英寸（2.36m）。塔瓦雷斯出生於維德角馬約島，在家鄉被球探發掘後，於2009年開始為大加納利島效力。2014年NBA選秀大會上被亞特蘭大老鷹選中後，在那裡效力了一個賽季。2017年，塔瓦雷斯與皇家馬德里簽約，成為一名明星球員，贏得了兩次歐洲籃球聯賽冠軍和三次入選歐洲聯賽最佳陣容，並獲得了多項國內榮譽。目前仍保有歐洲聯賽歷史上阻攻王紀錄。

## 外部連結
- 沃尔特·塔瓦雷斯在fiba.basketball（英语）
- 沃尔特·塔瓦雷斯在archive.fiba.com（存檔）（英语）
- 沃尔特·塔瓦雷斯在NBA（英语）
- 沃尔特·塔瓦雷斯在NBA G聯盟（英语）
- 沃尔特·塔瓦雷斯在歐洲籃球聯賽（英语）
- 沃尔特·塔瓦雷斯在西班牙篮球甲级联赛（球員）（西班牙语）
- 沃尔特·塔瓦雷斯在Basketball-Reference.com（NBA）（英语）
- 沃尔特·塔瓦雷斯在Basketball-Reference.com（NBA G聯盟）（英语）
- 沃尔特·塔瓦雷斯在Basketball-Reference.com（國際）（英语）
- 沃尔特·塔瓦雷斯在ESPN（NBA）（英语）
- 沃尔特·塔瓦雷斯在Eurobasket.com（球員）（英语）
- 沃尔特·塔瓦雷斯在Proballers（英语）
- 沃尔特·塔瓦雷斯在RealGM（英语）